# Fritz Lang
Friedrich Christian Anton Lang (Viena, 5 de desembre de 1890 – Beverly Hills, Los Angeles, 2 d'agost de 1976) fou un director de cinema alemany d'origen austríac. Posteriorment renuncià a la nacionalitat alemanya, i va esdevenir estatunidenc. Va desenvolupar la seva carrera artística a Alemanya i als Estats Units.
Durant la seva època alemanya va dirigir clàssics com Metropolis (1927), M, un assassí entre nosaltres (1931) i Das Testament des Dr. Mabuse (1933), per la qual cosa, en els seus inicis, va contribuir al moviment expressionista alemany. Des de mitjans dels anys 1930 després de l'ascens del Partit Nazi a Alemanya, va començar a treballar exiliat a Hollywood, on es va convertir en un dels principals artífexs del cinema negre, si bé no es va limitar a aquest gènere. Se'l considera un dels grans cineastes de la història del cinema.

## Biografia

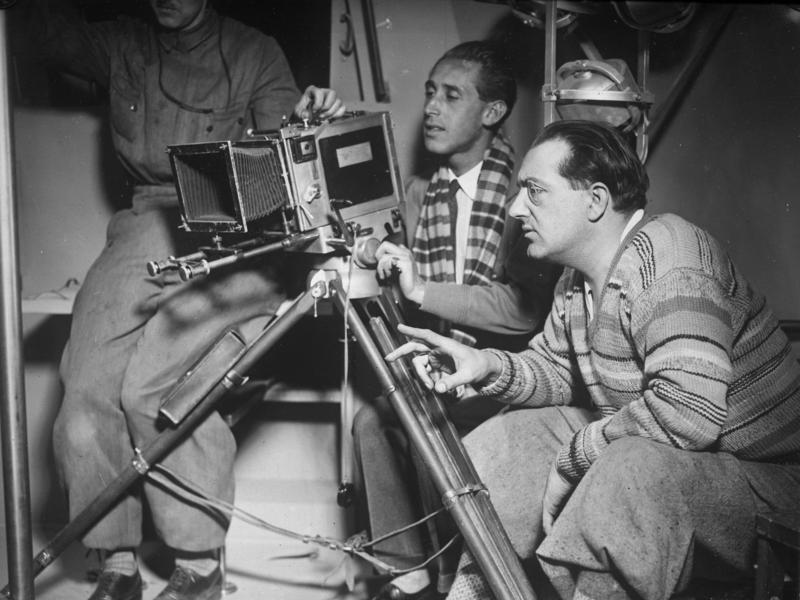
Fritz Lang al rodatge de Frau im Mond, 1929.

Era fill d'un famós arquitecte. Va interrompre els seus propis estudis d'arquitectura per a matricular-se a l'Escola d'Arts Gràfiques de Viena i després en la de Múnic.
Es va iniciar en el cinema el 1909, a Bruges (Bèlgica). Torna a Viena després de la declaració de la guerra, i s'allista en l'exèrcit austríac.
El 1916 comença a escriure guions per als estudis Universum Film AG (UFA) i treballa com a director a Hallblut (1919) i Les aranyes (1920), que seran ben rebudes. Sobre guions de la seva dona Thea von Harbou i seus roda Das Wandernde Bild (1920), Der müde Tod (1921), Dr. Mabuse, der Spieler (1922), Spione (1927) i Das Testament des Dr. Mabuse (1933).
Més interessants resulten Die Nibelungen (1924), Metropolis (1927), Frau im Mond (1929) i M, un assassí entre nosaltres (1931).
En finalitzar la seva pel·lícula Das testament des dr. Mabuse (1933) va rebre la proposta de Joseph Goebbels per a fer-se càrrec de la direcció dels estudis alemanys UFA, però Lang era contrari a les idees nazis, de manera que aquella mateixa nit va fugir cap a França, deixant gairebé tot el que tenia i a la seva esposa Thea von Harbou, guionista de moltes de les seves pel·lícules i més propera a la ideologia hegemònica en Alemanya per aquella època.
Un cop a París, roda Liliom (1934), però parteix cap a Hollywood aquest mateix any contractat per la Metro-Goldwyn-Mayer, on començà una nova fase de la seva carrera en la qual, sorprenentment, el suport de la comunitat alemanya i l'empenta d'una indústria tan dinàmica i desbordant com la de Hollywood propiciaren una espècie de renéixer que afectà tant a la seva forma de dirigir com a la temàtica que desenvolupava en les seves pel·lícules. D'aquesta manera, quedaren endarrere les seves anteriors obsessions estètiques, fruit de les seves experiències amb l'expressionisme i els seus arguments típicament europeus. Com si es tractés d'un renaixement en el creatiu i àdhuc en el personal, Fritz Lang es capbussà de ple en aquesta nova societat plena de matisos i contradiccions que si bé, per una banda, servia de refugi als perseguits pel feixisme i el nazisme, per altra acusava els efectes d'una intolerància i unes tensions quotidianes properes, almenys en esperit, als mals que de forma tràgica afectaven al Vell Continent.

### Carrera a Hollywood (1936-1957)
Lang va fer vint-i-dos llargmetratges en els seus 20 anys de carrera nord-americana, treballant en una varietat de gèneres a tots els estudis importants de Hollywood i ocasionalment produint les seves pel·lícules com a independent. Es va convertir en ciutadà naturalitzat dels Estats Units el 1939.
Signant primer amb MGM Studios, el drama criminal Fury (1936) de Lang va veure Spencer Tracy com un home acusat injustament d'un delicte i gairebé mort quan una multitud de linxadors incendia la presó on espera el judici. Tanmateix, a Fury, no se li va permetre representar víctimes negres en un escenari de linxament ni criticar el racisme, que era la seva intenció original. Quan Fury va ser estrenada, Lang havia participat en la creació de la Lliga Antinazi de Hollywood, treballant amb Otto Katz, un txec que era un espia de la Komintern. Va fer quatre pel·lícules amb un tema explícitament antinazi, Man Hunt (1941), Hangmen Also Die! (1943), Ministeri de la por (1944) i Capa i punyal (1946). Man Hunt, va escriure Dave Kehr el 2009, «pot ser la millor de les moltes pel·lícules intervencionistes produïdes pels estudis de Hollywood abans de Pearl Harbor, ja que és neta i concentrada, elegant i precisa, apuntada sense ser predicadora».

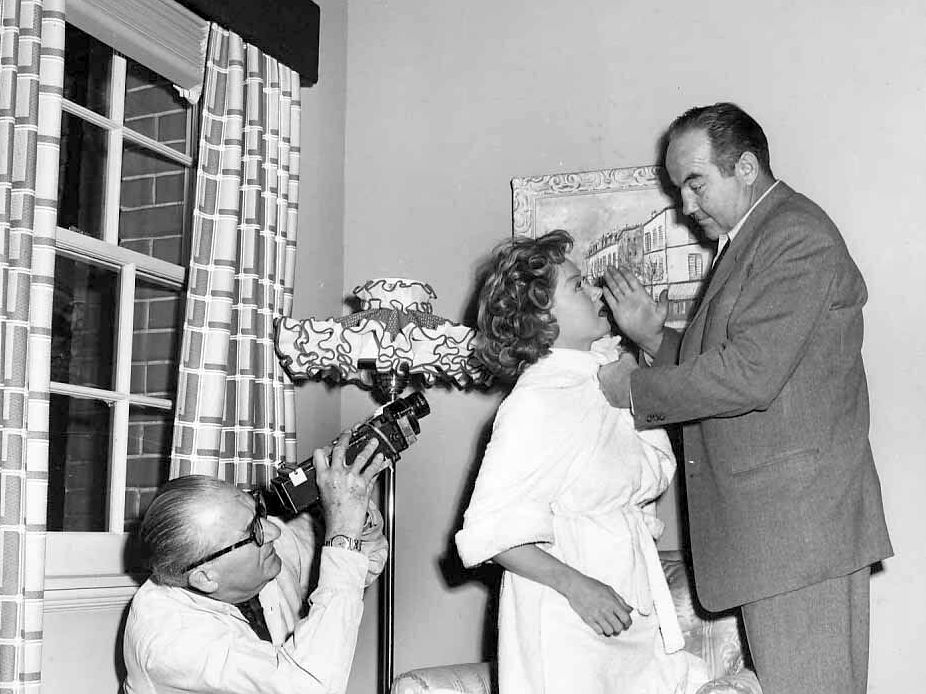
Lang amb Gloria Grahame i Broderick Crawford al plató de Desig humà

Les seves pel·lícules nord-americanes sovint van ser comparades desfavorablement amb les seves obres anteriors per part de la crítica contemporània, tot i que l'expressionisme contingut d'aquestes pel·lícules es considera ara com una part integral de l'aparició i l'evolució del cinema de gènere estatunidenc, el cinema negre en particular. Perversitat (1945), una de les seves pel·lícules amb Edward G. Robinson i Joan Bennett, es considera una pel·lícula central del gènere.
Els contrabandistes de Moonfleet ve a demostrar la seva insòlita fascinació per l'aventura en estat pur i per l'esperit infantil que corre pertot el tractament d'aquest film, Una de les pel·lícules negres més elogiades de Lang és el drama policial Els subornats (1953), conegut per la seva brutalitat intransigent, especialment per una escena en què Lee Marvin llança un cafè escaldat a la cara de Gloria Grahame. A mesura que l'estil visual de Lang es va simplificar, en part a causa de les limitacions del sistema d'estudis de Hollywood, la seva visió del món es va tornar cada cop més pessimista, culminant amb l'estil fred i geomètric de les seves últimes pel·lícules americanes, Mentre Nova York dorm (1956) i Beyond a Reasonable Doubt (Més enllà d'un dubte raonable, 1956).
Les seves restants produccions estatunidenques han d'acomodar-se a les regles dels diferents gèneres establerts: Només es viu una vegada (1937), La dona del quadre (1944), Perversitat (1945), Els subornats (1953), Desig humà (1954), Mentre Nova York dorm (1956), Beyond the Reasonable Doubt (1956), Els contrabandistes de Moonfleet (1955), o Encobridora (1952).

### Últimes pel·lícules (1959-1963)
En trobar-se difícil trobar condicions de producció i patrocinadors agradables a Hollywood, sobretot perquè la seva salut va disminuir amb l'edat, Lang va contemplar la jubilació. El productor alemany Artur Brauner havia expressat el seu interès en tornar a fer La tomba índia (a partir d'una història original de Thea von Harbou, que Lang havia desenvolupat a la dècada del 1920 i que finalment havia estat dirigida per Joe May), així que Lang va tornar a Alemanya. per fer la seva Epopeia índia (formada per El tigre d'Eschnapur i La tomba índia).
Després de la producció, Brauner s'estava preparant per a un remake de Das Testament des Dr. Mabuse quan Lang es va acostar a ell amb la idea d'afegir una nova pel·lícula original a la sèrie. El resultat va ser Die 1000 Augen des Dr. Mabuse (1960), l'èxit de la qual va donar lloc a una sèrie de noves pel·lícules de Mabuse, que van ser produïdes per Brauner (incloent-hi el remake de The Testament of Dr. Mabuse), tot i que Lang no va dirigir cap de les seqüeles. Lang s'acostava a la ceguesa durant la producció, i era el seu projecte final com a director.
A finals dels anys 50, en part pel clima creat per les investigacions del Comitè d'Activitats Antiestatunidenques i també per l'oferta d'un productor, viatja a l'República Federal Alemanya per a rodar Der Tiger von Eschnapur (1958), Das indische Grabmal (1959). La seva darrera pel·lícula va ser Die Tausend Augen des Dr. Mabuse (1960), basada en la novel·la Mr Tot Aĉetas Mil Okulojn escrita originalment en esperanto el 1931 per l'autor polonès Jean Forge  (el nom autèntic del qual era Jean Fethke). El 1963, va aparèixer com ell mateix a la pel·lícula Le Mépris de Jean-Luc Godard.
Malgrat tot, la carrera de Lang no es corresponia, almenys en el seu aspecte quantitatiu, amb la dels seus coetanis. Allunyat de l'esperit de competència que dominà Hollywood des dels seus inicis com a Meca del Cinema, Lang imprimí a cada projecte una planificació i una empenta personal pròpia d'un líder o, si més no, dels directors europeus que a partir de finals dels anys cinquanta encunyaren per la força dels fets el concepte i la realitat de l'anomenat cinema d'autor.
Aquesta és la raó subjacent de la seva escassa filmografia, a més del seu progressiu estat de decepció, que acabà portant-lo de bell nou a Europa i, irònicament, a Alemanya, on donà per finalitzada la seva carrera amb dues pel·lícules menors inspirades en el doctor Mabuse, personatge clau dels seus primers grans èxits.

## Mort i llegat
El 8 de febrer de 1960, Lang va rebre una estrella al Passeig de la Fama de Hollywood per les seves contribucions a la indústria del cinema, situat al 1600 Vine Street.

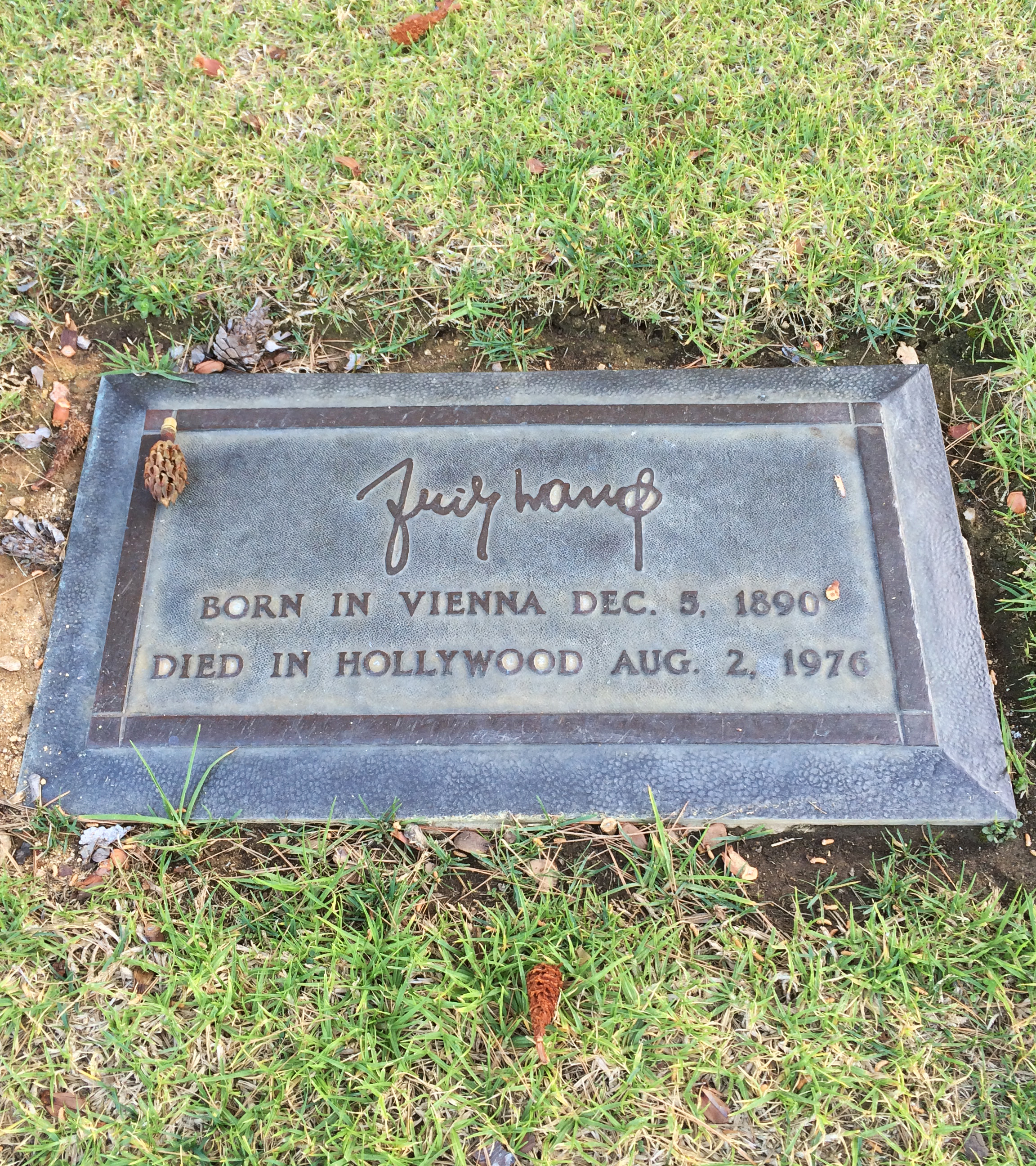
Tomba de Lang, a Forest Lawn Hollywood Hills

Lang va morir d'un ictus el 2 d'agost de 1976 i va ser enterrat al cementiri Forest Lawn Hollywood Hills als Hollywood Hills de Los Angeles
Si bé la seva carrera havia acabat sense fanfàrries, les obres americanes i posteriors alemanyes de Lang van ser defensades pels crítics dels Cahiers du cinéma, com François Truffaut i Jacques Rivette. Truffaut va escriure que Lang, especialment en la seva carrera estatunidenca, va ser molt infravalorat pels historiadors i crítics del cinema que «li neguen qualsevol geni quan 'signa' pel·lícules d'espies... pel·lícules de guerra... o simples thrillers».
A Lang se li atribueix el llançament o el desenvolupament de molts gèneres diferents de pel·lícules. Philip French de The Observer creia que Lang va ajudar a crear la pel·lícula de guerra d'entreteniment i que la seva interpretació de la història de Bonnie i Clyde «va ajudar a llançar la pel·lícula negra de Hollywood». Geoff Andrew, del British Film Institute, creia que va establir el «pla per a la pel·lícula d'assassins en sèrie» a través de M.
El desembre de 2021, Lang va ser el tema de In Our Time de la BBC Radio 4.

### Conservació
The Academy Film Archive ha conservat diverses pel·lícules de Lang, com ara Human Desire i Man Hunt.

## Reconeixements

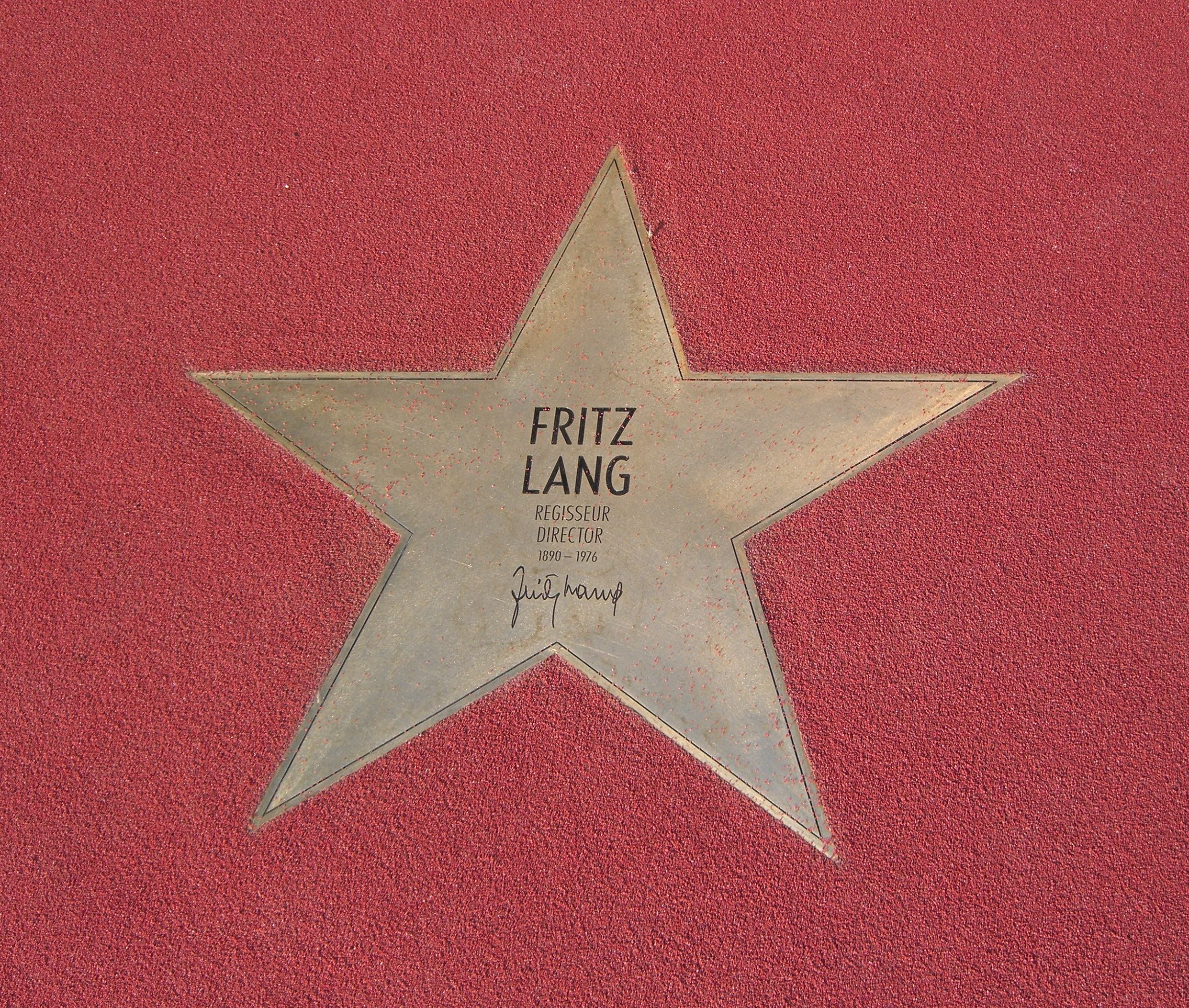
Estrella de Fritz Lang de l'any 2010 al Bulevard de les Estrelles (Berlín).

El 8 de febrer de 1960, Lang va rebre una estrella al Passeig de la Fama de Hollywood, situada al 1600 Vine Street, per la seva contribució a la indústria cinematogràfica.
Són principalment els crítics de la Nouvelle Vague els que van ressaltar la seva figura del cineasta més enllà d'algunes obres mestres expressionistes. François Truffaut va denunciar que els historiadors de cinema i crítics (estatunidencs) no reconeguessin el seu geni quan dirigia pel·lícules d'espionatge, de guerra o simplement policíaques. Entre els cineastes que veure's influenciats per la seva obra hi trobem a Jacques Rivette, William Friedkin, Steven Spielberg, Christopher Nolan, Luis Buñuel, Jesús Franco, Ignacio F. Iquino, Osamu Tezuka, Alfred Hitchcock, Jean Luc Godard o Stanley Kubrick entre altres
Entre els premis rebuts sobresurten els premis per al conjunt de la seva obra de la Deutsche Filmakademie, Berlín, 1963 i el de The Academy of Science Fiction, Fantasy & Horror Films, Los Angeles, 1976.
Festival Internacional de Cinema de Venècia
| Any  | Categoria         | Pel·lícula              | Resultat  |
| ---- | ----------------- | ----------------------- | --------- |
| 1946 | Esments especials | Els botxins també moren | Guanyador |